# 3D 게임스튜디오
3D 게임스튜디오(3D GameStudio) 또는 3DGS는 3D 컴퓨터 게임 개발 시스템으로, 사용자가 3D 게임 및 기타 가상 현실 애플리케이션을 만들고 로열티 없이 게시할 수 있도록 한다. 이 시스템은 모델/지형 편집기, 레벨 편집기, 스크립트 편집기/디버거를 포함하며, 대규모의 텍스처, 모델 및 아트워크 컬렉션뿐만 아니라 프로그래밍 없이도 기본적인 슈팅 게임 또는 RPG를 만들 수 있는 게임 템플릿 시스템을 제공한다. 복잡한 게임이나 다른 애플리케이션을 위해서는 통합 프로그래밍 언어인 Lite-C 또는 비주얼 C++ 또는 볼랜드 델파이와 같은 외부 개발 언어를 사용할 수 있다.
게임스튜디오는 다양한 기술 수준의 사용자를 대상으로 하며, 취미가, 예술가 및 프로그래머를 위해 세 가지 사용 레벨("초급", "고급", "전문가")을 제공한다. 또한 코니텍은 광고 게임 개발 및 실시간 프레젠테이션, 시뮬레이션, 가상 전시회 제작과 같은 용도로도 이 시스템을 판매한다. 게임스튜디오로 제작된 대부분의 출시작은 2~3명의 개발자로 구성된 개발팀이 만들었다. 또한 이 개발 시스템을 지원하는 대규모 온라인 사용자 커뮤니티도 있다.

## 역사
- 1993년: 래리 마이어스(Lary Myers)의 ACK 3D (애니메이션 구성 키트) (울펜슈타인과 유사한 오픈 소스 엔진)[2] 리눅스 버전은 1994년에 만들어졌다.[3]
- 1994년: 요한 크리스티안 로터(Johann Christian Lotter) / oP 그룹의 ACK NEXT GENERATION (ACK 3D 개선 버전, 오픈 소스)
- 1995년: 독일 TV 쇼 X-BASE를 위해 작성된 ACKNEX-2 (둠과 유사한 엔진)
- 1995년: ACKNEX-2가 코니텍 소유가 되어 '3D GameStudio'로 출시
- 1997년: ACKNEX-3 출시[4]
- 1999년: A4 출시 (윈도우 기반 퀘이크 유사 엔진)
- 2000년: A5 출시 (지형 엔진)
- 2003년: A6 출시 (물리학 및 셰이더)
- 2007년: A7 출시 (새로운 ABT 렌더러 및 Lite-C)
- 2010년: A8 출시 (이넷 네트워크 라이브러리, 엔비디아 피직스, PSSM)

무료 업데이트는 보통 4~8주마다 제공된다. 게임스튜디오 / A8은 두 가지 다른 의미를 가진다. 게임스튜디오 부분은 편집기와 게임 템플릿 시스템을 의미하고, A8 부분은 게임 엔진을 의미한다.

## 게임 엔진
A8 엔진은 물리학 시뮬레이션을 위해 창을 사용한다. 이 엔진은 네트워크를 통해 플레이할 때 모든 머신에서 게임 상태를 자동으로 업데이트하지만, 더 낮은 수준의 멀티플레이어 프로그래밍을 위한 기능도 제공한다. 실내 및 실외 레벨을 위한 ABT (적응형 이진 트리) 렌더러와 실내 레벨을 위한 추가 BSP 렌더러를 사용한다. BSP 렌더러는 프로 에디션에서만 사용할 수 있다. 무료 에디션 및 추가 에디션은 셰이더를 지원하지 않는다.
이 엔진은 고해상도, 지형 렌더링, 사전 렌더링된 그림자 맵 및 동적 스텐실 그림자 (모델에 대한 단일 동적 그림자)를 지원한다. A8 엔진의 2D 시스템(GUI 시스템)은 그다지 강력하지 않지만(스크립팅 섹션 참조), 필요한 경우 3D 시스템을 사용하여 교체할 수 있다. Lite-C를 사용하면 대부분의 것을 사용자 정의할 수 있다. 셰이더 모델 3.0 지원 및 단계를 사용한 후처리 기능은 셰이더 프로그래머가 효과를 연결하여 다양한 사용자 지정 셰이더 효과를 생성하는 데 도움이 될 수 있다.

## 편집기
게임스튜디오는 사용자에게 편집 도구 모음을 제공한다. 그러나 블렌더, 3ds Max, 마야 및 어도비 포토샵 또는 김프와 같은 소프트웨어도 게임스튜디오용 전문 이미지 및 모델을 만드는 데 사용될 수 있다.
편집기를 사용하면 지형 또는 건물 환경을 만들고, 모델을 삽입하고, 템플릿 스크립트 또는 자체 스크립트에서 동작을 추가하여 게임을 구성할 수 있다. 원하는 경우 사용자는 자신만의 모델과 디자인, 텍스처 및 스크립트를 만들 수 있다. 텍스처는 김프, 포토샵, 페인트샵 프로 또는 그림판과 같은 외부 그림판 프로그램에서 생성된다.

### 월드 편집기 (WED)
월드 편집기 (줄여서 WED)는 메인 편집기이다. 이를 통해 사용자는 다양한 개체를 배치하고, 스크립트를 통해 정의된 모델(엔터티라고도 함)에 동작을 할당하며, 레벨 지오메트리에 텍스처를 할당하고, 이진 공간 분할 트리(줄여서 BSP) 기술을 사용하여 레벨을 구축할 수 있다.
WED는 게임스튜디오의 주요 프로그램이며, 사용자는 여기에서 게임을 시작하고 스크립트를 연결하는 등의 작업을 할 수 있다. WED는 사용자가 게임의 모든 부분(프로그래밍, 3D 그래픽, 레벨)을 병합할 수 있는 곳이다.
WED의 레이아웃은 상당히 간단하다. 중앙 오른쪽 섹션이 주요 부분이며, 대부분의 편집 작업이 이곳에서 이루어진다. 세 개의 그래프와 3D 뷰가 있다. 재배치 가능하며, 왼쪽 상단 창은 X 및 Y 좌표를 가진 상단 뷰이다. 왼쪽 하단은 측면 뷰 또는 X 및 Z 좌표이다. 오른쪽 하단은 후면 뷰 또는 Y 및 Z 좌표이다. 오른쪽 상단은 3D 뷰이며, 레벨을 구축(컴파일)하지 않고도 빠른 미리보기를 제공한다.
그래프는 128의 배수로 분할되고 다시 16의 배수로 분할되어 스냅 및 간격에 도움이 된다. 그래프는 약간 축소될 때 자동으로 크기가 조정되며 8의 배수(1024 및 128, 그리고 8192 및 1024) 단계로 조정된다.
왼쪽 중앙 섹션에는 레벨의 개체, 텍스처 및 기타 몇 가지 항목이 나열된다. 최상의 효과를 위해 텍스처는 2의 거듭제곱(예: 256×128, 1024×256 또는 64×64)이어야 한다. 홀수(예: 394×213 또는 723×1280)는 더 나빠 보이고 렌더링 속도가 느리다.
상단은 도구 모음으로, 사용자가 개체를 조작하고, 새 개체(예: 엔터티, 사운드 및 조명)를 추가하고, 레벨을 구축하고, 실행하는 등 여러 옵션을 사용할 수 있다.
무언가를 마우스 오른쪽 버튼으로 클릭하고 속성을 선택하면 사용자는 수동으로 위치를 입력하거나 엔터티에 동작을 할당하거나 블록의 개별 면에 텍스처를 조정할 수 있다.
WED의 단점은 블록이나 지형 없이는 아무것도 할 수 없다는 점이다. 예를 들어, 거리를 만드는 것은 (평면이 아닌) 매우 어렵다. 왜냐하면 블록을 완벽한 위치로 이동시켜 거리에 "단계"나 틈이 없도록 하는 것이 거의 불가능하기 때문이다(블록의 가장자리를 완벽하게 맞추는 것이 불가능하며, 그리드 스냅 기능은 거의 회전하지 않은 블록을 사용할 때만 도움이 된다). 삼각형이나 블록 가장자리를 블록 가장자리에 스냅하는 기능이 있다면 이 문제를 해결하고 틈이나 단계 없이 여러 개의 단일 블록으로 더 복잡한 바닥을 만드는 것이 가능해질 것이다.

### 모델 편집기 (MED)
많은 사용자들이 외부 모델링 프로그램을 선호하지만, 모델 편집기(줄여서 MED)는 모델을 디자인하는 기능을 제공하며 때로는 레벨을 만드는 데도 사용된다. 모델은 간단한 상자부터 인간 모델 또는 전체 도시와 같은 복잡한 환경에 이르기까지 다양하게 구성될 수 있다. 모델은 메시, 즉 모양을 형성하기 위해 함께 배치된 정점 및 삼각형(종종 "다각형"이라고 함) 그룹, 애니메이션을 위한 뼈대, 피부를 위한 하나 이상의 텍스처, 그리고 셰이더를 위한 효과 파일(.fx)로 구성된다.
WED와 마찬가지로 MED의 일반적인 레이아웃은 거의 동일하다. 세 개의 그래프와 3D 뷰가 있다. 이들은 WED와 동일한 방식으로 배열되어 있다.
MED는 일반적인 레이아웃에서 WED와 다소 유사하지만, 모델에 텍스처를 입힐 수 있는 스킨 편집기도 있다. 스킨 편집기는 완전히 다른 레이아웃을 가지고 있다. 왼쪽에는 텍스처가 표시되고 오른쪽에는 모델이 표시되며 주변에 도구 모음이 있다. 텍스처는 외부 그래픽 편집기에서 자주 생성되며 BMP, TGA 또는 PCX 이미지 파일에서 가져온다. MED는 UV 매핑을 사용하며, 모델의 메시에서 가져온 정점을 텍스처에 배치하여 모델에 텍스처를 입힌다.
모델 형태는 기본 도형(큐브, 피라미드 등)을 통하거나 정점을 만들고 면을 구성하여 생성된다. 모델은 BSP가 가진 제약 사항을 따를 필요가 없으며, 더 빠른 렌더링과 함께 대부분의 경우 레벨 디자인에 더 나은 선택이 된다.

### 스크립트 편집기 (SED)
스크립트 편집기 SED는 컴파일러와 디버거가 있는 일반 텍스트 편집기이다. 그러나 "function", "alpha", 변수 유형 또는 숫자와 같은 키워드는 식별 용이성을 위해 다른 색상으로 강조 표시되며, 줄 번호는 엔진에서 제공하는 구문 오류를 더 빠르게 찾는 데 도움이 되고, 코드 점퍼는 다른 함수, 동작 및 개체로 이동할 수 있도록 하며, 기타 기능은 프로그래밍 및 프로젝트 구성에 추가적으로 도움을 준다. 스크립트 편집기는 Lite-c 또는 C-Script(이전 세대에서 사용되었지만 호환성을 위해 지원되는 C와 다소 유사한 스크립팅 언어)로 프로그래밍하는 데 사용된다.

### 게임 편집기 (GED)
GED는 WED와 같지만, 실제 뷰(실시간)에서 레벨을 생성한다. 아직 블록이나 조명을 생성하는 기능은 지원하지 않는다.

## 스크립팅 및 프로그래밍
게임스튜디오는 C-Script와 Lite-C의 두 가지 다른 유형의 스크립트를 사용한다.
C-스크립트는 게임스튜디오의 옛날 스크립트 언어였다. 여전히 지원되지만, A7에서 Lite-C로 대체되었으며 더 이상 새로운 프로젝트에는 권장되지 않는다. C-스크립트는 C 프로그래밍의 간소화된 버전이다. 단 하나의 변수 타입인 var만 포함하며, 클래스를 지원하지 않는다.
Lite-C는 2007년에 도입되었다. 실제 C 언어와 유사하지만 C보다 쉽게 만들 수 있는 많은 측면을 포함한다. C-스크립트와 달리 Lite-C는 전체 C/C++ 변수 집합, 구조체 및 외부 클래스를 지원하며, 해석 대신 컴파일된다. DirectX 명령 집합과 윈도우 API에 대한 접근을 제공한다. Lite-C는 외부 라이브러리의 클래스를 지원하지만, 사용자는 Lite-C에서 자신만의 클래스를 정의할 수 없다.
Lite-C의 무료 독립 실행형 버전도 있으며, 게임스튜디오와 별도로 사용할 수 있다.

## 인텐스 X
인텐스 X 플러그인은 프로그래밍 없이 게임스튜디오 내에서 생성을 돕도록 설계되었으며, 레벨 편집기에 통합된다. 인텐스 X는 인공지능 및 경로 탐색 엔진을 사용하여 다른 게임 디자인 패키지에 자주 수반되는 "천편일률적인" 모습을 제거하려고 시도한다. 인텐스 X는 오픈 소스이며 프로그래밍 경험이 있는 사용자를 위해 확장 및 사용자 정의할 수 있다.

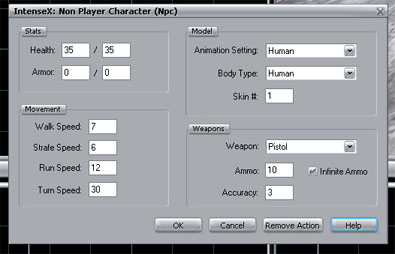
NPC 동작 추가

## 에디션
게임스튜디오는 네 가지 에디션을 제공한다. 모든 에디션은 엔진 버전 내에서 무료 업데이트를 제공한다(A8 내에서는 무료이지만 A7.x에서 A8.x로는 안 된다). 또한 모든 에디션은 모델 편집기, 레벨 편집기 및 스크립트 편집기와 함께 제공된다. 팀 에디션을 제외한 모든 에디션에서 생성된 게임은 게시할 수 있다.
- Free 에디션에는 WED 레벨 편집기, 그림자 매핑 컴파일러, 미리 만들어진 스크립트와 구성 요소로 게임을 '클릭하여' 만들 수 있는 게임 템플릿 시스템이 포함되어 있다. 스크립트는 런타임에 컴파일되며 게임 화면에 워터마크가 표시된다.
- Extra 에디션은 사전 컴파일된 스크립트를 만드는 기능을 추가한다. 가격은 99달러이다.
- Commercial 에디션은 멀티플레이어 네트워킹과 셰이더를 추가한다. 가격은 199달러이다.
- Professional 에디션은 상업용 게임 회사를 위한 것으로 보안 메커니즘과 파일 압축기를 포함한다. 가격은 899달러이다.

새로운 팁, 요령 및 튜토리얼을 제공하는 세 가지 주요 온라인 잡지가 있다. 이 중 두 개(3AM 및 3PM)는 유료이고, 세 번째인 Acknex User Magazine(줄여서 AUM)은 조지 댄 피르부(George Dan Pirvu)가 매월 무료로 제작 및 발행한다.
매뉴얼 외에도 WED, MED, SED 사용법과 같은 기본적인 내용부터 멀티플레이어 레벨 디자인, 셰이더 편집, 인터랙티브 환경 생성과 같은 고급 내용에 이르기까지 다양한 튜토리얼이 제공된다.
특별한 라이선스 조항은 게임스튜디오의 사용을 "오늘날의 현실 세계에 존재하는 특정 집단, 인종, 국가 또는 종교에 대한 대량 학살을 조장하지 않는" 애플리케이션으로 제한한다.

## 게임
게임스튜디오를 사용한 게임은 다음과 같다.
- 스카판더: 데어 아우프라그 (1995, NAVIGO Multimedia GmbH & Co. Produktions KG) - 독일
- H.U.R.L. (1995, Millennium Media Group) - 미국
- 앙스트: 라즈의 복수 (1996, ManMachineGames) - 미국
- 바르지냐 사건 (1998, Perceptum) - 브라질
- 미스터 피브: 3D 인터랙티브 게임 (1998, BrandGames, Mr. Pibb) - 미국
- 덕의 성자들 (1999, Shine Studios, Cactus Game Design) - 미국
- 하데스 2 (1999, Espaço Informática) - 브라질
- 타코벨: 테이스티 템플 챌린지 (2000, BrandGames, Taco Bell) - 미국
- 언더 애시 (2002, Afkar Media) - 시리아
- 바갓 싱 (2002, Mitashi Edutainment Pvt. Ltd.) - 인도
- W.A.R 솔져스 (2002, MissionFailed de, IncaGold, AsylumGames) - 독일
- 퍼니 피자 랜드 (2002, Roman, GOBBOGOES) - 유럽
- 공중 영웅: 노르망디 상륙작전 전선 1944 (2004, MissionFailed de, AsylumGames) - 독일
- 아르덴 공세 - 작전 "라인 감시" - 1944년 겨울 (2004, MissionFailed de, AsylumGames) - 독일
- 워 트레인 노르망디 1944 (2004, MissionFailed de, AsylumGames) - 독일
- 터미널 머신 (2006, ColdShock Studios, AsylumGames) - 독일
- 데모니카 (2005, Cinemax) - 체코 공화국
- 카부스 22 (2006, Son Isik LTD, Merscom LLC) - 터키
- 카부스 22: 철거의 날 (2006, Son Isik LTD) - 터키
- 스타 어썰트 (2007, Kalypso - GamesArk Entertainment) - 독일
- 시트로엥 C4 로봇 (2008, 2GEN Studio, Citroën Turkey) - 터키
- 드조반의 윈도우 게임 - 미국
- 레이저2: 히든 스카이즈 (2010, Invent4 Entertainment, 스트래티지 퍼스트) - 브라질
- 쉬페르칸 (2010, 소비 스튜디오, TTÇocuk) - 터키
- 미노타우로스 (2012, 피그 파머 게임즈) - 미국
- 할로윈 (2013, 피그 파머 게임즈) - 미국
- 줄라: 배틀 로얄 (2016, MadByte Games) - 터키
- 리지드 포스 알파 (2018, com8com1 Software) - 독일
- 포고스턱: 친구들과 함께하는 분노 (2019, 헨드리크 펠릭스 폴) - 독일